# Gary Leeman
Gary Spencer Leeman (* 19. Februar 1964 in Wilcox, Saskatchewan) ist ein ehemaliger kanadischer Eishockeyspieler, der während seiner Karriere unter anderem für die Toronto Maple Leafs, Calgary Flames, Montréal Canadiens, Vancouver Canucks und St. Louis Blues aktiv war. In der Saison 1992/93 gewann er mit den Montréal Canadiens den Stanley Cup. Darüber hinaus absolvierte er 14 Spiele für die kanadische Juniorennationalmannschaft.

## Karriere
Leeman begann seine Karriere bei den Regina Pats in der kanadischen Juniorenliga Western Hockey League. Dort konnte er bereits in seiner ersten Saison überzeugen und zog damit das Interesse der Talent-Scouts aus der National Hockey League auf sich. Der gebürtige Kanadier erzielte in den 75 Partien, in denen er eingesetzt wurde, 64 Scorerpunkte. Schon damals spielte er körperbetontes Eishockey und kassierte dazu 112 Strafminuten. Während des NHL Entry Draft 1982 waren es die Verantwortlichen der Toronto Maple Leafs, die ihn in der zweiten Runde an insgesamt 24. Position auswählten. Leeman blieb daraufhin eine weitere Spielzeit in der WHL, ehe er im Sommer 1983 in die NHL zu den Toronto Maple Leafs wechselte. In seiner letzten Saison bei den Pats konnte er seine Punkteausbeute erneut steigern, so erzielte er 92 Punkte in 68 Spielen. Anschließend wurde er für die kanadische Juniorennationalmannschaft nominiert, mit der er an der Junioren-Weltmeisterschaft 1983 teilnahm. Dort erreichte er mit dem Team Kanada den dritten Platz.
Die erste Saison in der NHL verbrachte der damals 19-jährige komplett bei den Maple Leafs, die ihn in insgesamt 53 Spielen einsetzten, in denen er zwölf Scorerpunkte erzielen konnte. Erst eine Spielzeit später wurde er kurzzeitig an das damalige Farmteam, die St. Catharines Saints aus der American Hockey League, abgegeben. Dennoch kam er erneut auf 53 Spiele. Dabei konnte er seine Punkteausbeute mehr als verdoppeln und erzielte 31 Scorerpunkte. Ein Jahr später war der Linksschütze mit seinem Team erstmals wieder in den Play-offs vertreten. Dort erreichte man, nach einem Erstrunden-Sieg gegen die Chicago Black Hawks, das Conference-Halbfinale, in dem man in einer Best-of-Seven-Serie mit 3:4 Spielen gegen die St. Louis Blues scheiterte. Leeman gehörte während der Play-offs zu den besten Scorern seines Teams, so absolvierte er zehn Spiele und erzielte dabei zwölf Punkte. In der Folgezeit etablierte er sich bei den Maple Leafs und bildete mit seinen damaligen Mitspielern Wendel Clark und Russ Courtnall die berüchtigte „Hound Line“, die damals die Paradereihe der Maple Leafs darstellte.

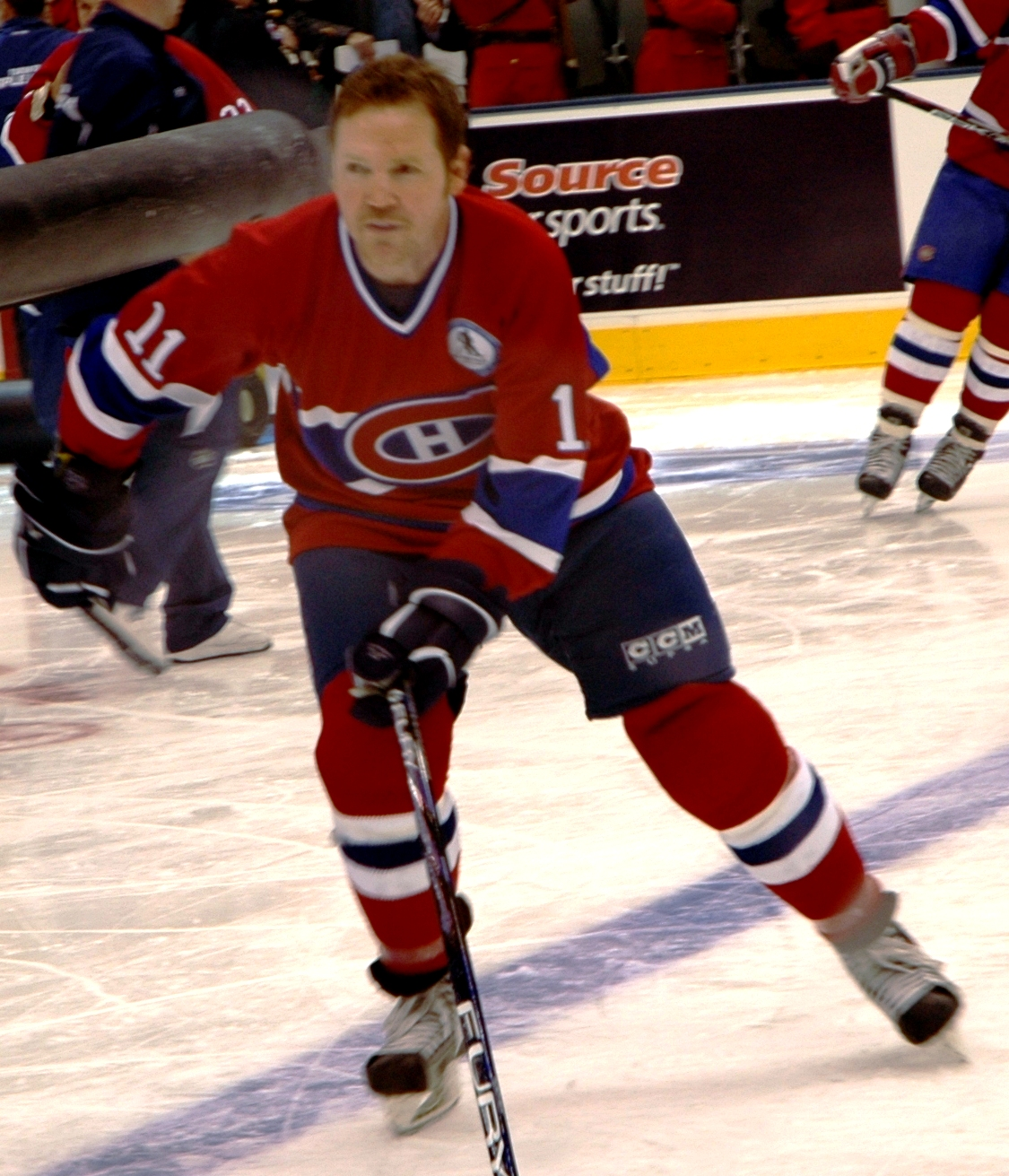
Gary Leeman spielte 2008 beim Legends Classic für die Canadiens Legends

In der Saison 1986/87 konnte er mit seinem Team erneut das Conference-Halbfinale erreichen, dort schied die Mannschaft nach einer 1:3-Führung nach Spielen letzten Endes noch mit 4:3-Spielen gegen die Detroit Red Wings aus. Leeman kam in fünf Spielen zum Einsatz und erzielte dabei einen Assist. Seine besten Jahre in der National Hockey League absolvierte er zwischen 1988 und 1990. In dieser Zeit konnte er mit den Maple Leafs zwar keine Play-off-Erfolge verzeichnen, allerdings gehörte er zu den punktbesten Stürmern in der Liga. Nachdem er in der Saison 1988/89 zum ersten Mal mehr Punkte erzielen konnte, als er Spiele absolvierte (75 Punkte in 61 Spielen) sowie anschließend sogar für das NHL All-Star Game 1989 nominiert wurde, konnte er dieses Kunststück eine Spielzeit später erneut vollbringen und punktete in 85 Spielen insgesamt 101 Mal. Damals erzielte er 54 Tore und war damit der erst zweite Spieler in der Geschichte der Toronto Maple Leafs, nach Rick Vaive, der mehr als 50 Tore in einer Saison erzielen konnte. Die folgende Saison verlief auf Grund einer Schulterverletzung weniger erfolgreich.
Während der Spielzeit 1991/92 wurde er in einem damals aufsehenerregenden Tausch zu den Calgary Flames transferiert. So wurde er am 2. Januar 1992 zusammen mit Craig Berube, Oleksandr Hodynjuk, Michel Petit und Jeff Reese nach Calgary transferiert, die ihm Gegenzug die Spieler Doug Gilmour, Jamie Macoun, Ric Nattress, Rick Wamsley und Kent Manderville abgaben. Bei den Flames konnte Leeman nicht an seine Leistungen bei den Maple Leafs anknüpfen und wurde wiederum zwei Jahre später, am 28. Januar 1993, erneut in einem Tauschgeschäft an die Montréal Canadiens abgegeben, mit denen er den Stanley Cup gewinnen konnte. Die Verantwortlichen der Canadiens setzten ihn wenig später in deren damaligem Farmteam, den Fredericton Canadiens in der AHL, ein und verlängerten seinen Vertrag zum Ende der Saison 1993/94 nicht. Anschließend unterschrieb er als Free Agent einen Kontrakt bei den Vancouver Canucks, für die er lediglich zehn Spiele absolvierte, da die Spielzeit 1994/95 auf Grund des Lockouts in der NHL auf 48 Hauptrundenpartien reduziert wurde. Sein Vertrag wurde im Sommer 1995 nicht verlängert und so verließ er den Klub nach nur einem Jahr wieder. Es folgte ein einjähriges Intermezzo beim HC Gherdëina, mit dem er in der höchsten italienischen Spielklasse, der Serie A1, aktiv war. Im Jahr 1996 kehrte er nach Nordamerika zurück und stand folglich im Kader der St. Louis Blues, für die er allerdings nur in zwei Partien zum Einsatz kam und an die damaligen Farmteams, die Worcester IceCats aus der American Hockey League und die Utah Grizzlies aus der International Hockey League, abgegeben wurde.
Da er sich nach Ablauf seines Vertrags bei den Blues kaum noch Chancen auf ein erneutes dauerhaftes Engagement in der NHL ausrechnete, forcierte er einen Wechsel nach Europa. Dort wurden die Verantwortlichen der Hannover Scorpions auf den Stürmer aufmerksam und transferierten ihn zur Spielzeit 1997/98 in die Deutsche Eishockey Liga. Dort gehörte er dem Stammkader an und war mit seinem mittlerweile 34 Jahren einer der punktbesten Spieler der Liga. In 48 Partien erzielte er 52 Scorerpunkte. In der folgenden Saison absolvierte er lediglich zehn Spiele für die Scorpions und wechselte in die zweithöchste Schweizer Eishockeyliga, die Nationalliga B zum EHC Biel, für den er ebenfalls nur acht Einsätze bestritt. Letzten Endes beendete er seine Karriere 1999 im Alter von 35 Jahren beim Schweizer Klub HC Sierre.

## Erfolge und Auszeichnungen
- 1983 WHL First All-Star Team
- 1989 Teilnahme am NHL All-Star Game
- 1993 Stanley-Cup-Gewinn mit den Montréal Canadiens